# Quận Gibson, Indiana
Quận Gibson là một quận thuộc tiểu bang Indiana, Hoa Kỳ.
Quận này được đặt tên theo. Theo điều tra dân số của Cục điều tra dân số Hoa Kỳ năm 2000, quận có dân số 32.500 người. Quận lỵ đóng ở Princeton.6.

## Địa lý
Theo Cục điều tra dân số Hoa Kỳ, quận có diện tích km2, trong đó có km2 là diện tích mặt nước.

### Quận giáp ranh
| - Quận Edwards, Illinois (tây) - Quận White, Illinois (tây) - Quận Wabash, Illinois (tây và tây bắc) - Quận Knox (bắc và tây bắc) | - Quận Pike (đông và đông bắc) - Quận Warrick (đông nam và đông) - Quận Vanderburgh (nam) - Quận Posey (tây nam và tây) |

### Thành phố
- Oakland City (47660)
- Princeton (47670)

### thị trấn
- Buckskin (47647)
- Fort Branch (47648)
- Francisco (47649)
- Haubstadt (47639)
- Hazleton (47640)
- Mackey (47654)
- Owensville (47665)
- Patoka (47666)
- Somerville (47683)

## Thông tin nhân khẩu
Theo điều tra dân số 2 năm 2000, đã có 32.500 người, 12.847 hộ gia đình, và 9.095 gia đình sống trong quận hạt. Mật độ dân số là 66 người trên một dặm vuông (26/km ²). Có 14.125 đơn vị nhà ở với mật độ trung bình là 29 trên một dặm vuông (11/km ²). Cơ cấu chủng tộc của dân cư quận gồm có 96,46% người da trắng, 1,91% da đen hay Mỹ gốc Phi, 0,19% người Mỹ bản xứ, 0,52% ở châu Á, 0,22% từ các chủng tộc khác, và 0,69% từ hai hoặc nhiều chủng tộc. 0,70% dân số là người Hispanic hay Latino thuộc một chủng tộc nào. 35,4% là gốc Đức, 21,9% người Mỹ, 11,9% và 10,2% gốc Anh gốc và Ailen theo điều tra dân số năm 2000.
Có 12.847 hộ, trong đó 32,10% có trẻ em dưới 18 tuổi sống chung với họ, 58,10% là đôi vợ chồng sống với nhau, 9,20% có một chủ hộ nữ và không có chồng, và 29,20% là các gia đình không. 25,70% hộ gia đình đã được tạo ra từ các cá nhân và 12,10% có người sống một mình 65 tuổi hoặc lớn tuổi hơn là người. Cỡ hộ trung bình là 2,48 và cỡ gia đình trung bình là 2,98.
Trong quận độ tuổi dân số quận đã được trải ra với 24,80% dưới độ tuổi 18, 8,40% 18-24, 28,20% 25-44, 23,10% từ 45 đến 64, và 15,50% từ 65 tuổi trở lên người. Độ tuổi trung bình là 38 năm. Đối với mỗi 100 nữ có 95,90 nam giới. Cứ mỗi 100 nữ 18 tuổi trở lên, có 93,40 nam giới.
Thu nhập trung bình cho một hộ gia đình trong quận đạt 37.515 USD, và thu nhập trung bình cho một gia đình là 44.839 USD. Phái nam có thu nhập trung bình 35.511 USD so với 21.284 USD của phái nữ. Thu nhập bình quân đầu người là 18.169 USD. Có 6,60% gia đình và 8,20% dân số sống dưới mức nghèo khổ, bao gồm 10,40% những người dưới 18 tuổi và 7,20% của những người 65 tuổi hoặc hơn.